# Perlacher Mugl
Der Perlacher Mugl ist ein künstlicher Berg im Perlacher Forst im Münchner Süden.
Trotz der geringen absoluten Höhe von 26 Meter gegenüber dem umliegenden Forst stellt der Perlacher Mugl eine markante Erhebung im ansonsten flachen Perlacher Forst dar und bietet Aussichten bis zum Alpenhauptkamm. Am höchsten Punkt befindet sich ein vom damaligen Forstamt München errichteter Pavillon mit Informationstafeln, die den Besucher über die regionale Wald- und Forstgeschichte von der Eiszeit bis heute informieren.
Ursprünglich soll sich am gleichen Ort eine bei Jägern bekannte Hirschbrunftwiese in der Nähe des Roten Hauses, eines Wittelsbacher Jagdschlosses aus dem 18. Jahrhundert, befunden haben. Im Süden der Hirschwiese ist die „alte Suhllacke“ noch als Bodenmulde zu erkennen. Später stand auf der Wiese bis 1944 das Haus des ehemaligen königlichen Wildwärters.
Im Zweiten Weltkrieg wurde dort ein großer Bunker mit Flugabwehrgeschützen errichtet, der nach Kriegsende aufgrund seiner massiven Bauweise nicht abgetragen wurde. Stattdessen wurde der Bunker 1970 mit dem Aushubmaterial des McGraw-Grabens überdeckt, der das Ende des Münchener Autobahnrings Bundesautobahn 99 / 995 an den Mittleren Ring anschließt. Durch die Aufschüttung entstand der Mugl.